# Château de La Villechauve
Le château de La Villechauve est un édifice situé à Les Fougerêts, en France.

## Localisation
Le château est situé sur le territoire de la commune de Les Fougerêts, au lieu-dit la Ville Chauve, dans le département du Morbihan en région Bretagne.

## Description
Le château se présente comme un édifice de plan régulier à un étage carré, élévation à travées, construit en moellons sans chaîne en pierre de taille  de granite et de schiste. Toiture à longs pans recouvert d'ardoises, toit à l'impériale, toit en pavillon, croupe, noue.

## Historique
Le texte de la réformation (recensement des nobles de la commune) de 1666 mentionne : "La maison et manoir de la Ville Chauve, une méthairie à la porte, autre méthairie noble appelée la Rouerie". L'édifice ancien a été agrandi et doublé par un corps de bâtiment longitudinal de style régionaliste. Siège d'une ancienne seigneurie, le château a appartenu à la famille Huchet, puis à la famille de Freslon de La Freslonnière - qui en est toujours propriétaire. La partie la plus ancienne de la demeure date du XVIe siècle. Les parties les plus récentes sont du XIXe siècle. Le style de la construction permet de proposer une attribution à l'architecte Frédéric Jobbé-Duval.
Le château est inscrit à l'inventaire général du patrimoine culturel.